# St. Anton (Schweinfurt)
Koordinaten: 50° 3′ 3,9″ N, 10° 13′ 48,2″ O
Die römisch-katholische Kirche St. Anton ist eine Pfarrkirche im Nördlichen Stadtteil von Schweinfurt.

## Bau- und Nutzungsgeschichte
Am 30. September 1945 fand ein erster Gottesdienst im Notkindergarten der Gartenstadt statt. Im Oktober und November 1945 wurde an der Deutschhöfer Straße die Notkirche St. Anton errichtet. Der Würzburger Dombaumeister Hans Schädel leitete den Bau der heutigen Kirche, der 1950 begonnen und 1952 vollendet wurde.

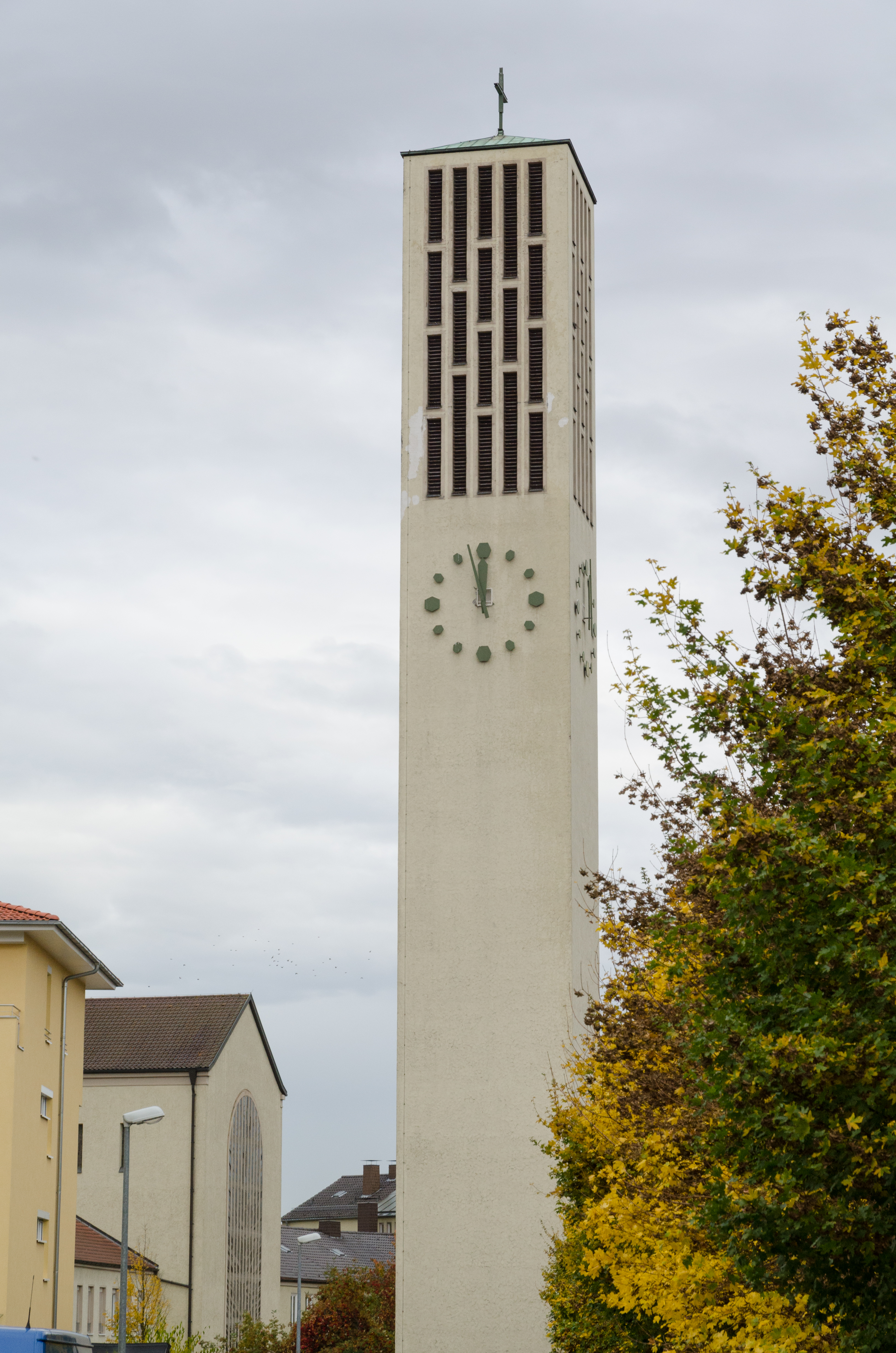
Campanile von Westen

Sie ist auf kreuzförmigem Grundriss mit Querhaus errichtet. Der Kirchturm steht frei neben der Kirche. In ihm hängen fünf Glocken mit den Tönen c’ – e’ – g’ – a’ – c”. Die vier großen Kirchenfenster schuf Gustl G. Kirchner. Der Tabernakel steht isoliert auf zwei niedrigen Pfeilern. Um den Altar herum sind die Kirchenbänke dem Grundriss entsprechend kreuzförmig angeordnet. In der Kirche befinden sich Reliquien des heiligen Clemens, des heiligen Desiderius und des heiligen Burkard, ersten Bischofs von Würzburg.
Am 26. Oktober 1952 weihte der Bischof Julius Döpfner die Kirche ein. Im Jahr 1956 wurden der Campanile errichtet und die Glocken geweiht. 1962 wurde die Notkirche an der Deutschhöfer Straße abgerissen. Im Jahr 1970 machten Bauschäden eine umfassende Innenrenovierung notwendig. 1988 stand die Außenrenovierung der Kirche und des Turms an. Im Jahr 1993 folgte der Umbau von Teilen der Unterkirche zu einem griechisch-orthodoxen Kirchenraum. Diesen nutzt seitdem die griechisch-orthodoxe Metropolie von Deutschland. 1996 lösten die Franziskaner-Minoriten das bei der Kirche bestehende Kloster auf.
Von Januar 2018 bis 2020 wurde die denkmalgeschützte Ensemblegruppe St. Anton zu einem Begegnungszentrum umgestaltet, wobei der größere Teil der Fläche für soziale und karitative Einrichtungen vorgesehen ist. Im verkleinerten Kirchenraum werden die Bänke auf nahezu einer Ebene mit dem Altar angeordnet. Links vom Mittelbau – vom Kirchturmplatz aus gesehen – gibt es ein Bürgercafé und darüber einen neuen Gemeindesaal; die Caritas bezieht den rechten Flügel des ehemaligen Klosters mit Sozial-, Asylberatung, Sozialpsychiatrischem Dienst, Tageszentrum und Geschäftsstelle. Pfarrbüro und Kreuzbund (Selbsthilfegruppen bei Abhängigkeiten), sowie der Krisendienst befinden sich auch dort.
Erste Gottesdienste sollten 2019 oder 2020 im nunmehr wohltemperierten und barrierefrei zugänglichen Kirchenraum stattfinden. Ab Palmsonntag 2020 konnte die Pfarrgemeinde St. Anton wieder in ihrer Kirche Gottesdienst feiern.

## Pfarrer
| Jahre     | Name               |
| --------- | ------------------ |
| 1947–1970 | Ewald Neidig       |
| 1970–1996 | Guido Ehemann      |
| 1996–2008 | Gerhard Reitz      |
| 2008–2017 | Stefan Redelberger |